# ماسترتون
ماسترتون (به انگلیسی: Mosterton) یک روستا و محله مدنی در بریتانیا است که در West Dorset واقع شده‌است. ماسترتون ۶۰۴ نفر جمعیت دارد.